# Paul Leyland
Paul Leyland ist ein britischer Astronom und Mathematiker mit Schwerpunkt Zahlentheorie, der Themen der Primfaktorzerlegung und Primzahltests untersucht. Nach ihm sind die Leylandschen Zahlen benannt.

## Wirken
Leyland hat zur Zerlegung der Zahlen RSA-129, RSA-140 und RSA-155 sowie zu potentiellen Fakultätsprimzahlen bis hin zu {\displaystyle 400!-1} und {\displaystyle 400!+1} beigetragen. 
Er hat auch Cullen-Zahlen, Cunningham-Zahlen, Woodall-Zahlen und andere untersucht. Zahlen der Form {\displaystyle x^{y}+y^{x}} wurden nach ihm Leylandsche Zahlen benannt.
Zwischen 2005 und 2008 war Leyland am NFSNet-Projekt
zur Nutzung des Zahlkörpersieb-Algorithmus mit Hilfe verteilter Computersysteme im Internet beteiligt.
Nach eigenen Angaben betreibt oder betrieb Leyland ein astronomisches Observatorium auf der Kanareninsel La Palma.

## Einzelbelege
1. ↑  Richard Crandall und Carl Pomerance: Prime Numbers. A Computational Perspective. Hrsg.: Springer-Verlag. 2. Auflage. New York 2005, ISBN 978-0-387-25282-7 (englisch).
2. ↑  About NFSNET. Archiviert vom Original am 4. Juli 2006; abgerufen am 11. August 2023 (englisch).
3. ↑  Paul Leyland: Tacande Observatory, La Palma. In: astropalma.com. Abgerufen am 11. August 2023 (englisch).

| Personendaten    | Personendaten                             |
| ---------------- | ----------------------------------------- |
| NAME             | Leyland, Paul                             |
| KURZBESCHREIBUNG | britischer Astronom und Zahlentheoretiker |
| GEBURTSDATUM     | 20. Jahrhundert                           |